# Thure Löfgren
Ingemar Thure Löfgren, född 18 november 1921 i Leksand, död 20 februari 2002 i Sandviken, var en svensk målare, grafiker och tecknare. 
Löfgren studerade konst vid Académie de la Grande Chaumière i Paris 1952 och under egna självstudier. Tillsammans med Valle Breisch ställde han ut i Sandviken 1952 och tillsammans med Rolf Zetterberg i Östersund separat ställde han bland annat ut på Sandvikens konsthall. Han medverkade i flera av länsutställningarna på Gävle museum och i Gävleborgs läns vandringsutställningar. Hans konst består av kubistiskt uppbyggda föremål och industrimiljöer i småformatiga pasteller eller akvareller.